# 福徳秀介
福徳 秀介（ふくとく しゅうすけ、1983年（昭和58年）10月5日 - ）は、日本のお笑いタレントで、お笑いコンビ・ジャルジャルのメンバーである。相方は後藤淳平。兵庫県芦屋市出身。吉本興業東京本社所属。関西大学文学部卒業。

## 来歴
兵庫県芦屋市出身。貿易や自営関係の仕事をしていた父と専業主婦の母、双子の姉や兄の元、4人姉弟の末弟として生まれる。
実家は芦屋市の山奥にあり、とても広いが古いため、所々ガタがきている所がある。芦屋にある実家の福徳の部屋は地下にあり、小さいサウナもある。リビングには小さい暖炉もあるが今（2012年時点）は使っていない。
生後10カ月から5年間ロサンゼルスで過ごし、日本人学校ではなく現地の子供と同じ学校に通っていた。帰国子女だが、現在は英語は話せない。
芦屋市立山手中学校に進学。サッカー部に所属した。中学生時代からロックバンド「スピッツ」が好きで、新曲が出るたび歌詞をノートに書き出し、意味について友人と語り合った。
中学3年生のときに小説を読み始め、初めて読んだ小説は内村光良の恋愛小説『アキオが走る』（角川書店）で、同時期に観たジブリ映画『耳をすませば』に衝撃を受け、恋愛小説ばかり読んでいた。小説を書く原点は「スピッツ」「耳をすませば」「アキオが走る」などに出会ったことや毎日連絡帳に先生への一言を書くという日課の中でふざけて書いた結果、ある時「実は福徳くんのだけが楽しみです」と書かれたことから得た書く事への喜びである。
関西大学第一高等学校に進学し、ラグビー部に所属。そこで後藤と出会う。当初、大学進学せずNSCに入ろうとしていたが、母親に止められる。
2002年4月、福徳秀介は後藤と共にNSCに入り、大学は関西大学文学部に進学する。そして「ジャルジャル」を結成し、芸能活動を開始する（2002年4月 - 現在）。
大学時代の福徳は、NSCや舞台を優先する生活が多かったので、関西大学には居場所はなく、大学卒業の単位もギリギリだった。福徳は学生生活を謳歌している学生を穿った目で捉え、「Tシャツ、デニムに下駄」という格好で過ごし、変な奴を演じることで一人でいることを正当化しようとしていた。
2006年3月、関西大学文学部を卒業する。
その後、YouTubeの「関西大学公式チャンネル」（Kansai Universal Official Channel、2020年12月25日に配信）で福徳は、在学当時の学長芝井敬司氏と対談をした。その中で福徳秀介は大学在籍時はフランス語学科、自身の卒業論文のテーマは「笑いの治癒力」であったと述べている。
2010年に相方と共に井筒和幸監督の映画『ヒーローショー』に主演。
芸人や俳優の他、作家として活動を始める。代表的なものは、絵本では「まくらのまーくん」（2017年5月）、「なかよしっぱな」（2019年11月）。文章は福徳で、絵は従姉妹の絵本作家・北村絵理。「まくらのまーくん」は、第14回タリーズピクチャーブックアワード 絵本部門で大賞を獲得している。小説「今日の空が一番好き、とまだ言えない僕は」（小学館）が2020年11月11日に発売。2023年11月1日に発売された短編小説集『しっぽの殻破り』（小学館）には脚本家の坂元裕二や株式会社ほぼ日刊イトイ新聞代表取締役社長の糸井重里に小説の帯文、推薦する文章を寄稿してもらっている。
2020年9月、同い年の一般女性と結婚したことをYouTubeチャンネルの生配信で発表した。
2022年1月19日、バンド「ウルトラズ」としてデジタルシングル「あいがあう」をリリース。同月26日に喉の痛みを感じ、27日に病院でPCR検査を受けたところ、COVID-19の陽性反応が検出された（2月7日にYouTubeの生配信で復帰）。

## 人物
身長176cm、体重65kg、血液型O型。
酒・煙草・ギャンブルを一切嗜まない。
プロポーズしようとそれっぽい店を予約するも店内でなかなか言い出せずLINEでプロポーズしたり、自身の著作の恋愛小説を知人に配らず、相方に一番読まれたくなかったりと、かなりシャイな性格。
犬好きで、「ラブ」という名前の犬（ラブラドール・レトリバー）を飼っていた。現在は実家で「ラフ」という名前のラブラドゥードルを飼っており、TwitterやInstagramに写真をアップしている。
視力がとても良く、裸眼で2.0ある。
ブルース・リーの大ファンで、部屋中にリーの写真を貼る・リーに似せたメイクや髪型にしている。好きな言葉はリーが主演する映画『燃えよドラゴン』の冒頭で登場するセリフ「Don't think. Feel（考えるな。感じろ）」。
中学時代からスピッツの大ファンでライブに何度も足を運んでおり、スピッツが特集された『KDDI presents Music Lovers〜一夜限りのスペシャルライブ〜』（2010年10月24日放送分）では後藤と共にゲスト出演している。
好きな小説のジャンルは恋愛小説。また、万城目学の『鴨川ホルモー』を読んだことをきっかけに恋愛小説以外の小説もよく読むようになった。

### 家族
お笑いを目指すきっかけとして父親からの影響が大きい。父親は福徳から見てかなりの変人であり、食卓で父親がボケて末っ子の福徳がツッコむというのが家庭での役割だった。福徳が高1の時、父親は交通事故で亡くなった。46歳だった。亡くなる前日、偶然、父親と将来について話をしていた。福徳が「芸人とかになれたらなあ」と言うと、「やるんやったら、さむい（面白くない）のはやめてくれよ」と言われたという。
兄姉が相次いで独立し、福徳自身が実家を出てしまうと母親も独りになるため、東京進出後も長らく実家暮らしをしていた。東京に住まいを借りた現在でも、仕事で兵庫に来た時には必ず実家に帰っている。

## 出演
コンビとしての出演はジャルジャル#出演を参照。

### 現在のレギュラー番組
- 恋愛ドラマな恋がしたい（AbemaTV、毎週土曜日23時 - 、2018年5月26日 - 2018年7月28日、2018年12月1日 - 2019年2月16日、2019年5月11日 - 2019年7月27日、2019年8月10日 - 2019年10月26日、2020年1月25日 - 2020年4月11日、2020年9月26日 - 2020年12月13日、2021年5月1日 - ） - MC

### MV
- 敵わない／ぎがもえか
- Lonely tonight☆／重盛さと美
- #MOUSOU／重盛さと美

## ディスコグラフィー

### 配信限定シングル
「ウルトラズ」名義
- あいがあう（2022年1月19日配信開始） - ジャルジャルの福徳が「トースター松林」で参加。

## 脚本

### 映画
- 半径1メートルの君〜上を向いて歩こう〜「まわりくどい二人のまわりくどい気持ちの伝え方は大胆でむしろまわりくどい」（2021年2月26日、KATSU-do）[27]

## 著書

### 絵本
- まくらのまーくん（ふくとく しゅうすけ名義）
- なかよしっぱな（2019年11月22日）ISBN 9784097253068

### 小説
- 今日の空が一番好き、とまだ言えない僕は（2020年11月16日）ISBN 9784093865753
- しっぽの殻破り（2023年11月1日）ISBN 9784093891394
- 耳たぷ（2024年10月16日）ISBN 9784093867368